# Campaka (Cigugur)
Campaka is een bestuurslaag in het regentschap Ciamis van de provincie West-Java, Indonesië. Campaka telt 2855 inwoners (volkstelling 2010).